# Scottish Cup 2023-2024
La Scottish Cup 2023-2024,anche nota come Scottish Gas Scottish Cup 2023-2024 per ragioni di sponsorizzazione, è la 139ª edizione della Coppa nazionale scozzese e segna il centocinquantesimo anniversario della competizione, iniziata nel 1873-1874. Il Celtic è la squadra campione in carica.
Il torneo ha avuto inizio il 12 agosto 2023 ed è terminato il 24 maggio 2024, segnando la vittoria finale del Celtic contro i rivali del Rangers. Per i biancoverdi è la quarantaduesima Scottish Cup della loro storia.

## Formula del torneo
L'aumento del numero di squadre partecipanti ha portato all'aggiunta di un ulteriore turno preliminare. In aggiunta, la formula del replay, nella scorsa edizione presente solo nei turni preliminari, è stata definitivamente rimossa dalla competizione.
| Turno                     | Data              | Numero di incontri | Squadre  | Entrano a questo turno                                                             |
| ------------------------- | ----------------- | ------------------ | -------- | ---------------------------------------------------------------------------------- |
| Primo turno preliminare   | 12 agosto 2023    | 3                  | 131→ 128 | 7 squadre delle serie provinciali                                                  |
| Secondo turno preliminare | 2 settembre 2023  | 26                 | 128→ 102 | 48 squadre delle serie provinciali                                                 |
| Primo turno               | 23 settembre 2023 | 30                 | 102 → 72 | 18 squadre della Highland Football League 16 squadre della Lowland Football League |
| Secondo turno             | 28 ottobre 2023   | 20                 | 72 → 52  | 10 squadre della Scottish League Two                                               |
| Terzo turno               | 25 novembre 2023  | 20                 | 52 → 32  | 10 squadre della Scottish Championship 10 squadre della Scottish League One        |
| Quarto turno              | 20 gennaio 2024   | 16                 | 32 → 16  | 12 squadre della Scottish Premiership                                              |
| Quinto turno              | 10 febbraio 2024  | 8                  | 16 → 8   | –                                                                                  |
| Quarti di finale          | 9 marzo 2024      | 4                  | 8 → 4    | –                                                                                  |
| Semifinali                | 20-21 aprile 2024 | 2                  | 4 → 2    | –                                                                                  |
| Finale                    | 24 maggio 2024    | 1                  | 2 → 1    | –                                                                                  |

## Primo turno preliminare
Il sorteggio del primo turno preliminare è stato effettuato il 26 luglio 2023. A questo turno partecipano sette squadre vincenti dei seguenti campionati:
- South of Scotland Football League
- West of Scotland Football League
- Midlands Football League
- Scottish Amateur Cup
- North Caledonian Football League
- Cup Winners' Shield

| Squadra 1          | Risultato | Squadra 2     |
| ------------------ | --------- | ------------- |
| 12 agosto 2023     |           |               |
| Carnoustie Panmure | 1 – 2     | Beith Juniors |
| Luncarty           | 3 – 1     | Loch Ness     |
| Abbey Vale         | 0 – 5     | Cupar Hearts  |

## Secondo turno preliminare
Il sorteggio del secondo turno preliminare è stato effettuato il 26 luglio 2023. A questo turno partecipano le squadre dei seguenti campionati:
- East of Scotland Football League (Premier Division, First Division, Second Division, Third Division)
- West of Scotland Football League (Premier Division, First Division, Second Division, Third Division, Fourth Division)
- Midlands Football League
- North Caledonian Football League
- North Region Junior Football League
- South of Scotland Football League
- Kingdom of Fife AFA

| Squadra 1              | Risultato       | Squadra 2            |
| ---------------------- | --------------- | -------------------- |
| 2 settembre 2023       |                 |                      |
| Beith Juniors          | 5 – 1           | Bonnyton Thistle     |
| Culter                 | 3 – 2           | Blackburn Utd        |
| Preston Athletic       | 0 – 0 (4-5 dtr) | Dundonald Bluebell   |
| Hill of Beath Hawthorn | 0 – 1           | Tayport              |
| Dunbar Utd             | 4 – 2           | Vale of Leithen      |
| Carluke Rovers         | 2 – 3 (dts)     | Dalbeattie Star      |
| Tynecastle             | 0 – 1           | LTHV                 |
| Jeanfield Swifts       | 3 – 0           | Cupar Hearts         |
| St. Andrews Utd        | 1 – 0           | Haddington Athletic  |
| Wigtown & Bladnoch     | 0 – 12          | Auchinleck Talbot    |
| Irvine Meadow          | 1 – 2           | Dunipace             |
| Pollok                 | 2 – 2 (3-0 dtr) | Benburb              |
| Newton Stewart         | 1 – 4           | Luncarty             |
| Sauchie Juniors        | 4 – 0           | Burntisland Shipyard |
| St. Cuthbert Wanderers | 0 – 5           | Dalkeith Thistle     |
| Hawick Royal Albert    | 1 – 2           | Golspie Sutherland   |
| Cumnock                | 1 – 0           | Girvan               |
| Creetown               | 1 – 3           | Whitehill Welfare    |
| Camelon Juniors        | 0 – 0 (4-3 dtr) | Newtongrange Star    |
| Easthouses Lily MW     | 1 – 3           | Threave Rovers       |
| Kilwinning Rangers     | 4 – 0           | Glasgow University   |
| Broxburn Athletic      | 3 – 0           | Lochee Utd           |
| Penicuik Athletic      | 4 – 2           | Rutherglen Glencairn |
| Glenafton Athletic     | 0 – 3           | Darvel               |
| Fort William           | 1 – 10          | Clydebank            |
| Musselburgh Athletic   | 6 – 0           | Coldstream           |

## Primo turno
Il sorteggio del primo turno si è tenuto il 3 settembre 2023. A questo turno partecipano le squadre dei seguenti campionati:
- 18 squadre dalla Highland League
- 16 squadre dalla Lowland League
- 14 squadre dalla East of Scotland Football League
- 8 squadre dalla West of Scotland Football League
- una squadra dalla Midlands Football League
- una squadra dalla North Caledonian Football League
- una squadra dalla North Region Junior Football League
- una squadra dalla South of Scotland Football League

| Squadra 1            | Risultato       | Squadra 2               |
| -------------------- | --------------- | ----------------------- |
| 23 settembre 2023    |                 |                         |
| Culter               | 3 – 4 (dts)     | Deveronvale             |
| Penicuik Athletic    | 0 – 6           | Pollok                  |
| Cowdenbeath          | 2 – 1 (dts)     | Linlithgow Rose         |
| Clachnacuddin        | 1 – 0           | Inverurie Loco Works    |
| Dalkeith Thistle     | 0 – 7           | Clydebank               |
| Formartine Utd       | 3 – 2           | Threave Rovers          |
| Dunipace             | 1 – 3 (dts)     | Cumnock                 |
| Gala Fairydean       | 8 – 2           | Strathspey Thistle      |
| Lossiemouth          | 0 – 4           | Beith Juniors           |
| Wick Academy         | 1 – 3           | Jeanfield Swifts        |
| Edinburgh University | 2 – 3           | Dunbar Utd              |
| Caledonian Braves    | 1 – 2           | Fraserburgh             |
| Banks O'Dee          | 6 – 0           | Dalbeattie Star         |
| Bo'ness Utd          | 3 – 0           | Darvel                  |
| Turriff Utd          | 2 – 1           | Sauchie Juniors         |
| Golspie Sutherland   | 1 – 1 (7-8 dtr) | Forres Mechanics        |
| Tayport              | 0 – 4           | Buckie Thistle          |
| Camelon Juniors      | 1 – 2           | Civil Service Strollers |
| Brechin City         | 4 – 0           | Rothes                  |
| East Stirlingshire   | 0 – 1           | Huntly                  |
| Musselburgh Athletic | 1 – 1 (4-3 dtr) | Gretna 2008             |
| East Kilbride        | 8 – 0           | Whitehill Welfare       |
| Keith                | 2 – 5           | Luncarty                |
| Broxburn Athletic    | 2 – 1           | Nairn County            |
| Dundonald Bluebell   | 2 – 3           | Kilwinning Rangers      |
| Brora Rangers        | 5 – 1           | Berwick Rangers         |
| Tranent Juniors      | 4 – 1           | LTHV                    |
| St. Andrews Utd      | 1 – 0           | Auchinleck Talbot       |
| 24 settembre 2023    |                 |                         |
| Broomhill            | 3 – 1           | Cumbernauld Colts       |
| 25 settembre 2023    |                 |                         |
| Stirling University  | 1 – 3           | Albion Rovers           |

## Secondo turno
Il sorteggio per il secondo turno si è tenuto il 24 settembre 2023. A questo turno partecipano le squadre dei seguenti campionati:
- 10 squadre della Scottish League Two
- 11 squadre dalla Highland League
- 8 squadre dalla Lowland League
- 6 squadre dalla East of Scotland Football League
- 5 squadre dalla West of Scotland Football League

| Squadra 1               | Risultato   | Squadra 2         |
| ----------------------- | ----------- | ----------------- |
| 28 ottobre 2023         |             |                   |
| Beith Juniors           | 1 – 3       | Broomhill         |
| Civil Service Strollers | 0 – 3       | Stranraer         |
| Albion Rovers           | 2 – 1       | St. Andrews Utd   |
| Stenhousemuir           | 0 – 2       | Brora Rangers     |
| Cumnock                 | 2 – 1       | Turriff Utd       |
| Kilwinning Rangers      | 0 – 1       | Cowdenbeath       |
| Peterhead               | 3 – 1       | Clachnacuddin     |
| Deveronvale             | 0 – 1       | Broxburn Athletic |
| Forres Mechanics        | 0 – 1       | Buckie Thistle    |
| Dumbarton               | 3 – 2       | Banks O'Dee       |
| Dunbar Utd              | 1 – 0       | East Fife         |
| Fraserburgh             | 1 – 2 (dts) | Bonnyrigg Rose    |
| Tranent Juniors         | 7 – 0       | East Kilbride     |
| Formartine Utd          | 3 – 2       | Clydebank         |
| Brechin City            | 1 – 2       | Spartans          |
| Jeanfield Swifts        | 6 – 0       | Elgin City        |
| Huntly                  | 1 – 4 (dts) | Forfar Athletic   |
| Pollok                  | 5 – 2       | Gala Fairydean    |
| 30 ottobre 2023         |             |                   |
| Musselburgh Athletic    | 2 – 3 (dts) | Clyde             |
| 4 novembre 2023         |             |                   |
| Luncarty                | 0 – 1       | Bo'ness Utd       |

## Terzo turno
Il sorteggio per il terzo turno si è tenuto il 29 ottobre 2023. A questo turno partecipano le squadre dei seguenti campionati:
- 10 squadre della Scottish Championship
- 10 squadre della Scottish League One
- 7 squadre della Scottish League Two
- 3 squadre dalla Highland League
- 5 squadre dalla Lowland League
- 3 squadre dalla East of Scotland Football League
- 2 squadre dalla West of Scotland Football League

| Squadra 1           | Risultato       | Squadra 2        |
| ------------------- | --------------- | ---------------- |
| 24 novembre 2023    |                 |                  |
| Dunfermline         | 0 – 3           | Raith Rovers     |
| Clyde               | 2 – 0           | Jeanfield Swifts |
| 4 novembre 2023     |                 |                  |
| Cumnock             | 0 – 3           | Broomhill        |
| Partick Thistle     | 3 – 0           | Queen's Park     |
| Greenock Morton     | 4 – 0           | Bo'ness Utd      |
| Annan Athletic      | 4 – 5 (dts)     | Dumbarton        |
| Stranraer           | 0 – 1           | Airdrieonians    |
| Dunbar Utd          | 1 – 2           | Alloa Athletic   |
| Broxburn Athletic   | 2 – 2 (4-5 dtr) | Buckie Thistle   |
| Hamilton Academical | 0 – 2           | Kelty Hearts     |
| Brora Rangers       | 1 – 0           | Pollok           |
| Montrose            | 3 – 0           | Edinburgh        |
| Falkirk             | 3 – 0           | Formartine Utd   |
| Stirling Albion     | 0 – 2           | Cove Rangers     |
| Inverness           | 2 – 0           | Cowdenbeath      |
| Peterhead           | 1 – 2           | Ayr Utd          |
| Tranent Juniors     | 0 – 1           | Forfar Athletic  |
| Queen of the South  | 2 – 2 (4-3 dtr) | Dundee Utd       |
| Spartans            | 2 – 1           | Arbroath         |
| Albion Rovers       | 0 – 1           | Bonnyrigg Rose   |

## Quarto turno
Il sorteggio per il quarto turno si è tenuto il 26 novembre 2023. A questo turno partecipano le squadre dei seguenti campionati:
- 12 squadre della Scottish Premiership
- 6 squadre della Scottish Championship
- 6 squadre della Scottish League One
- 5 squadre della Scottish League Two
- 2 squadre dalla Highland League
- 1 squadra dalla Lowland League

| Squadra 1       | Risultato   | Squadra 2          |
| --------------- | ----------- | ------------------ |
| 19 gennaio 2024 |             |                    |
| Clyde           | 0 - 2       | Aberdeen           |
| 20 gennaio 2024 |             |                    |
| Spartans        | 1 - 2       | Hearts             |
| Ayr Utd         | 3 - 0       | Kelty Hearts       |
| Kilmarnock      | 2 - 0       | Dundee             |
| Greenock Morton | 2 - 0       | Montrose           |
| Inverness       | 4 - 0       | Broomhill          |
| St. Mirren      | 1 - 0       | Queen of the South |
| Bonnyrigg Rose  | 2 - 1       | Falkirk            |
| Livingston      | 2 - 1       | Raith Rovers       |
| Motherwell      | 3 - 1       | Alloa Athletic     |
| Ross County     | 0 - 3       | Partick Thistle    |
| Forfar Athletic | 0 - 1       | Hibernian          |
| Airdrieonians   | 1 - 0       | St. Johnstone      |
| Dumbarton       | 1 - 4       | Rangers            |
| 21 gennaio 2024 |             |                    |
| Celtic          | 5 - 0       | Buckie Thistle     |
| 30 gennaio 2024 |             |                    |
| Brora Rangers   | 1 - 3 (dts) | Cove Rangers       |

## Quinto turno
Il sorteggio per il quinto turno si è tenuto il 21 gennaio 2024. A questo turno partecipano le squadre dei seguenti campionati:
- 9 squadre della Scottish Premiership
- 5 squadre della Scottish Championship
- 1 squadra della Scottish League One
- 1 squadra della Scottish League Two

| Squadra 1        | Risultato   | Squadra 2      |
| ---------------- | ----------- | -------------- |
| 9 febbraio 2024  |             |                |
| Greenock Morton  | 2 - 1       | Motherwell     |
| 10 febbraio 2024 |             |                |
| Kilmarnock       | 2 - 0       | Cove Rangers   |
| Inverness        | 1 - 3       | Hibernian      |
| Aberdeen         | 2 - 0       | Bonnyrigg Rose |
| Partick Thistle  | 2 - 3 (dts) | Livingston     |
| Rangers          | 2 - 0       | Ayr Utd        |
| 11 febbraio 2024 |             |                |
| St. Mirren       | 0 - 2       | Celtic         |
| Airdrieonians    | 1 - 4       | Hearts         |

## Quarti di finale
Il sorteggio per i quarti di finale si è tenuto l'11 febbraio 2024. A questo turno partecipano 7 squadre della Scottish Premiership e una squadra della Scottish Championship.
| Squadra 1       | Risultato | Squadra 2  |
| --------------- | --------- | ---------- |
| 9 marzo 2024    |           |            |
| Aberdeen        | 3 - 1     | Kilmarnock |
| 10 marzo 2024   |           |            |
| Celtic          | 4 - 2     | Livingston |
| Hibernian       | 0 - 2     | Rangers    |
| 11 marzo 2024   |           |            |
| Greenock Morton | 0 - 1     | Hearts     |

## Semifinali
Il sorteggio per le semifinali è stato effettuato l'11 marzo 2024. 
| Squadra 1      | Risultato       | Squadra 2 |
| -------------- | --------------- | --------- |
| 20 aprile 2024 |                 |           |
| Aberdeen       | 3 – 3 (5-6 dtr) | Celtic    |
| 21 aprile 2024 |                 |           |
| Rangers        | 2 – 0           | Hearts    |

## Finale
| Arbitro: | Nick Walsh |

|          |           |  |
| Idah 90’ | Marcatori |  |